# Alfonso Castaldo
Alfonso Castaldo, italijanski rimskokatoliški duhovnik, škof in kardinal, * 6. november 1890, Casoria, Italija, † 3. marec 1966, Neapelj, Italija.

## Življenjepis
8. junija 1913 je prejel duhovniško posvečenje.
27. marca 1934 je bil imenovan za škofa Pozzuolija in 30. junija istega leta je prejel škofovsko posvečenje.
14. januarja 1950 je bil imenovan za sonadškofa Neaplja, za naslovnega nadškofa Tesalonike in za 
apostolskega administratorja Pozzuolija.
7. februarja 1958 je nasledil neapeljski nadškofovski položaj in 5. avgusta istega leta je ponovno postal škof Pozzuolija.
15. decembra 1958 je bil povzdignjen v kardinala in imenovan za kardinal-duhovnika S. Callisto.